# Maria do Céu Guerra
Maria do Céu Guerra de Oliveira e Silva, conhecida por Maria do Céu Guerra DmSE • ComSE • ComIH (Lisboa, 26 de maio de 1943), é uma atriz e encenadora portuguesa.

## Carreira
Maria do Céu Guerra de Oliveira e Silva nasceu em 26 de maio de 1943, em Lisboa. É filha de Rogério de Oliveira e Silva e de Maria Carlota Álvares da Guerra, radialista, jornalista da revista Plateia e cofundadora da revista Crónica Feminina. É irmã do jornalista João Paulo Guerra e de Eduardo Oliveira e Silva, ex-diretor da Agência Lusa.
Depois do liceu frequentou o curso de Filologia Românica na Faculdade de Letras de Lisboa onde começa a interessar-se pelo teatro, fazendo parte do Grupo Cénico e estreando-se em 1963 em Assembleia ou Partida, na peça de Correia Garção, encenada por Claude-Henri Frèches.
Pouco depois integrou o grupo fundador da "Casa da Comédia", ao lado de Zita Duarte, Manuela de Freitas, Fernanda Lapa, Laura Soveral e outros amadores. Participou em várias produções, a começar por Deseja-se Mulher (1963), de Almada Negreiros, encenada por Fernando Amado.
Em 1965 segue para participar da fundação do Teatro Experimental de Cascais, onde se profissionalizou. Durante os seis anos e com encenação de Carlos Avilez, interpretou em várias peças, a começar com Esopaida (1965), de António José da Silva.
No início da década de 1970 passaria pelo Teatro de Revista e pela comédia, começando com a revista Alto Lá com Elas (1970), de Paulo da Fonseca, César de Oliveira e Rogério Bracinha e encenada por Camilo de Oliveira, ao lado de nomes como Tony de Matos, Linda Silva, Vítor Espadinha, Maria Tavares, Lina Morgado ou Io Appolloni numa produção estreada no Teatro ABC no Parque Mayer. Nesta fase destaca-se premiada atuação de Maria do Céu Guerra na revista O Zê Faz Tudo! (1970) de César de Oliveira e Rogério Bracinha, no Teatro Variedades. Na comédia, nota para Tartufo (1972) de Molière, sob direção de Adolfo Marsillach num elenco recheado de estrelas como Curado Ribeiro ou Laura Soveral, pela TEBO - Teatro de Bolso no Teatro Villaret.
Após um breve regresso de Maria do Céu Guerra à Casa da Comédia, para Doroteia (1974), de Nelson Rodrigues, com encenação de Morais e Castro, os ventos do 25 de Abril trazem o musical Liberdade, Liberdade (1974) ao Teatro Villaret, numa encenação de Luís de Lima para uma adaptação de Luís Francisco Rebello e Helder Costa de um original de Millôr Fernandes e Flávio Rangel, e onde podemos encontrar participações de nomes como José Mário Branco, Fausto ou Júlio Pereira.
Ainda em 1974, faz parte do grupo fundador da companhia "Teatro Ádóque", (Adoque - Cooperativa de Trabalhadores de Teatro) ainda participa na revista Pides na Grelha (1974) de Francisco Nicholson, Gonçalves Preto e Mário Alberto.
Em 1975, fundou, com o cenógrafo Mário Alberto, a companhia de teatro "A Barraca" com o primeiro espetáculo, A Cidade Dourada a estrear em Março de 1976 na Incrível Almadense. Esta encenação coletiva de um texto do grupo colombiano Teatro de La Candelaria viria a encetar uma lista de mais de 70 produções em que, para além de atriz, vai desempenhando outras funções como figurinista ou direção ou conceção de guarda-roupa, cenografia ou direção plástica, produção, adaptação ou dramaturgia e, com maior preponderância, como encenadora. Mas chegaria a receber um prémio pelos figurino de Um Dia na Capital do Império (1983).

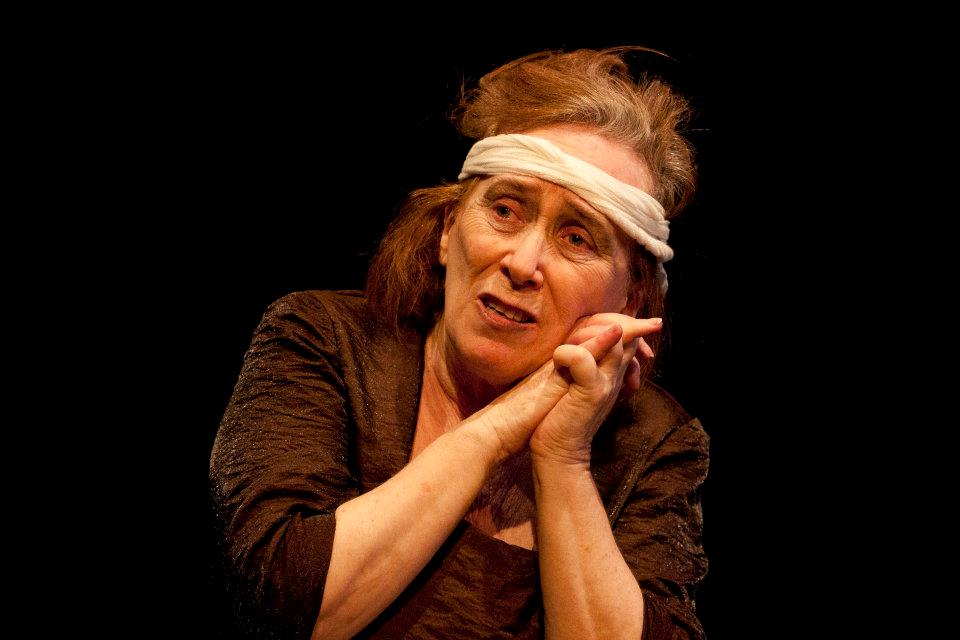
Maria do Céu Guerra
em D. Maria, a Louca (2011)

Foi n'"A Barraca" que centrou a sua atividade em teatro, sendo de destacar os desempenhos premiados como em É Menino ou Menina? (1980) de Gil Vicente, Um Dia na Capital do Império (1983) de António Ribeiro Chiado, Calamity Jane (1986) ou Todos os que Caem (2006). Nota ainda para as interpretações em peças como A Relíquia (2000), Havemos de Rir? (2001) ou Play Strindberg (2015) que valeram nomeações.
De registar ainda algumas participações em produções teatrais fora d'"A Barraca" como a direção de atores em Não Digas Nada (2002), no Teatro Nacional D. Maria II, onde voltaria em 2014 para a leitura encenada de Todos os que Caem, peça em que já participara em 2006 sob a égide do grupo Comuna - Teatro de Pesquisa e pela qual seria premiada. Outro exemplo seria A Casa de Bernarda Alba (2005) de Lorca, com encenação de Diogo Infante e Ana Luísa Guimarães e apresentada no São Luiz Teatro Municipal.
No cinema a sua carreira começou com a locução em Crónica do Esforço Perdido (1966) de António de Macedo mas a sua estreia como atriz cinematográfica deu-se no premiado O Mal-Amado (1973) de Fernando Matos Silva. Da lista de participações no grande ecrã podemos encontrar películas como A Santa Aliança (1978) de Eduardo Geada, Lisboa Cultural (1983) de Manoel de Oliveira, Crónica dos Bons Malandros (1984) de Fernando Lopes, A Estrela (1994) de Frederico Corado ou Portugal S.A. (2003) de Ruy Guerra. Destaque ainda para Os Gatos não Têm Vertigens (2014) de António Pedro Vasconcelos, que valeu o Prémio Sophia (2015) para "Melhor Atriz" e o seu segundo Globo de Ouro de "Melhor Atriz", desta vez na categoria de "Cinema".
No seu percurso na televisão, para além de teatro televisivo e de telefilmes (como Casino Oceano (1983), de Lauro António) destacam-se trabalhos como a sitcom Residencial Tejo (1999), ou séries televisivas como Mau Tempo no Canal (1989) ou Velhos Amigos (2011). Integra pela primeira vez uma telenovela quando entra em Jardins Proibidos (2014), seguindo-se A Impostora (2016) em que foi Maria do Céu Guerra quem contracenou naquela que seria última cena de Nicolau Breyner, que morreu durante a gravação desta telenovela.
[carece de fontes?] Foi companheira de Nuno Brederode dos Santos (1944-2017).

## Televisão
| Ano         | Canal | Título                                                   | Ref.               |
| ----------- | ----- | -------------------------------------------------------- | ------------------ |
| 1967        | RTP1  | Riso e Ritmo                                             |                    |
| 1979        | RTP1  | Entre Marido e Mulher                                    | [ 6 ]              |
| 1983        | RTP1  | Casino Oceano (telefilme)                                | [ 2 ] [ 16 ]       |
| 1983        | RTP1  | Impossível Evasão (telefilme)                            | [ 2 ] [ 6 ] [ 16 ] |
| 1985        | RTP1  | Em Lisboa… Uma Vez ("Só Acontece aos Outros", telefilme) | [ 2 ] [ 6 ] [ 16 ] |
| 1987        | RTP1  | A Vida ao Pé de Nós ("Muito Tarde para Ficar Só")        | [ 6 ] [ 26 ]       |
| 1992        | RTP1  | Mau Tempo no Canal                                       | [ 18 ] [ 20 ]      |
| 1999        | SIC   | Residencial Tejo                                         | [ 17 ] [ 20 ]      |
| 2009        | RTP1  | Anthero - O Palácio da Ventura (telefilme)               | [ 27 ]             |
| 2011        | RTP1  | Velhos Amigos                                            | [ 19 ] [ 20 ]      |
| 2014 - 2015 | TVI   | Jardins Proibidos                                        | [ 20 ]             |
| 2016 - 2017 | TVI   | A Impostora                                              | [ 20 ]             |
| 2017        | RTP1  | A Família Ventura                                        | [ 28 ]             |
| 2021-2025   | TVI   | Festa é Festa                                            |                    |
| 2025        | TVI   | A Protegida                                              |                    |

## Cinema
| Ano  | Título                      | Ref.               |
| ---- | --------------------------- | ------------------ |
| 1973 | O Mal-Amado                 | [ 2 ] [ 6 ] [ 16 ] |
| 1977 | Lerpar                      | [ 2 ] [ 6 ] [ 16 ] |
| 1977 | A Fuga                      | [ 6 ] [ 16 ]       |
| 1978 | A Santa Aliança             | [ 16 ]             |
| 1981 | Guerra do Mirandum          | [ 6 ] [ 16 ]       |
| 1983 | Lisboa Cultural             | [ 6 ] [ 16 ]       |
| 1984 | Crónica dos Bons Malandros  | [ 2 ] [ 6 ] [ 16 ] |
| 1985 | Saudades para Dona Genciana | [ 2 ] [ 6 ] [ 16 ] |
| 1985 | A Moura Encantada           | [ 6 ] [ 16 ]       |
| 1986 | Azul, Azul                  | [ 16 ]             |
| 1990 | Os Cornos de Cronos         | [ 16 ]             |
| 1992 | S.O.S. Stress               | [ 16 ]             |
| 1994 | A Estrela                   | [ 16 ]             |
| 1998 | O Anjo da Guarda            | [ 16 ]             |
| 2003 | Portugal S.A.               | [ 16 ]             |
| 2014 | Os Gatos não Têm Vertigens  | [ 16 ]             |
| 2015 | O Livreiro de Santiago      | [ 16 ]             |
| 2016 | Bastien                     | [ 16 ]             |

Dobragens
- 2000 - Dinossauro[29]

## Teatro
Tendo participado em mais de uma centena de produções teatrais, trabalhou em perto de uma dezena de companhias destacando-se a "Casa da Comédia" onde deu os primeiros passos na década de 1960 e participou numa dezena de peças, o "TEC - Teatro Experimental de Cascais", onde entrou numa quinzena de espetáculos ou a "A Barraca", onde participou em 70 espetáculos. Para além de outras funções, somou, em múltiplas ocasiões, a função de atriz com a de encenadora de mais de duas dezenas de peças.

### Como atriz
- 1970 - E o Zé Faz Tudo! - Teatro Variedades[30]
- 1971 - Saídas da Casca - Teatro ABC[31]
- 1973 - É o Fim da Macacada! - Teatro ABC[32]
- 1974 - Liberdade Liberdade - Teatro Villaret[33]

### Como encenadora
| Ano  | Título                                            | Companhia                                                                    | Função         | Ref.  |
| ---- | ------------------------------------------------- | ---------------------------------------------------------------------------- | -------------- | ----- |
| 1986 | Calamity Jane                                     | A Barraca                                                                    | encenação      | [ 5 ] |
| 1989 | O Menino de Sua Mãe                               | A Barraca                                                                    | encenação      | [ 5 ] |
| 1991 | Poesia de Lisboa                                  | A Barraca                                                                    | encenação      | [ 5 ] |
| 1991 | Pranto de Maria Parda                             | A Barraca                                                                    | encenação      | [ 5 ] |
| 1996 | O Último Baile do Império                         | A Barraca                                                                    | encenação      | [ 5 ] |
| 1997 | Xeque Mate                                        | A Barraca                                                                    | encenação      | [ 5 ] |
| 1997 | O Bode Expiatório                                 | A Barraca                                                                    | encenação      | [ 5 ] |
| 1999 | Agosto - Histórias de Emigração                   | A Barraca                                                                    | encenação      | [ 5 ] |
| 2000 | A Balada do Café Triste                           | A Barraca                                                                    | encenação      | [ 5 ] |
| 2001 | Um Inverno Debaixo da Mesa                        | A Barraca                                                                    | encenação      | [ 5 ] |
| 2001 | Havemos de Rir?                                   | A Barraca                                                                    | encenação      | [ 5 ] |
| 2002 | Nós Temos os Pés Grandes Porque Somos Muito Altas | A Barraca                                                                    | encenação      | [ 5 ] |
| 2002 | Comédia de Rubena                                 | A Barraca                                                                    | encenação      | [ 5 ] |
| 2002 | O Velho da Horta                                  | A Barraca                                                                    | encenação      | [ 5 ] |
| 2002 | Farsa de Inês Pereira                             | A Barraca                                                                    | encenação      | [ 5 ] |
| 2002 | O Auto das Fadas                                  | A Barraca                                                                    | encenação      | [ 5 ] |
| 2007 | Agosto - Contos da Emigração                      | A Barraca                                                                    | encenação      | [ 5 ] |
| 2008 | Antígona                                          | A Barraca                                                                    | encenação      | [ 5 ] |
| 2009 | O Inspector-geral                                 | A Barraca                                                                    | espectáculo de | [ 5 ] |
| 2009 | Mulheres que Voam                                 | Grupo do 3.º ano do Curso de Licenciatura em Teatro da Universidade de Évora | encenação      | [ 5 ] |
| 2011 | D. Maria, a Louca                                 | A Barraca                                                                    | encenação      | [ 5 ] |
| 2011 | Rumor                                             | A Barraca                                                                    | encenação      | [ 5 ] |
| 2013 | Menino de Sua Avó                                 | A Barraca                                                                    | encenação      | [ 5 ] |
| 2015 | Claraboia                                         | A Barraca                                                                    | encenação      | [ 5 ] |

## Prémios, distinções e nomeações
- Pela sua participação como atriz na revista O Zé Faz Tudo recebeu o Prémio da Imprensa (1970), ou Prémio da Bordalo, como na categoria de "Teatro de Revista", atribuídos pela Casa da Imprensa, em 1971. Na mesma ocasião seriam ainda distinguidos o ator José Viana, que receberia mais um prémio pela parceria com Aníbal Nazaré, na autoria da peça Pimenta na Língua e o cenógrafo Mário Alberto[8]
- Prémio da Associação Portuguesa de Críticos: Melhor Atriz (1980) É Menino ou Menina? (1980)[5]
- Voltou a receber, como atriz, o Prémio da Imprensa (1981), ou Prémio da Bordalo, desta vez na na categoria de "Teatro", entregue pela Casa da Imprensa, em 1982. Nesta cerimónia também foram distinguidos, na mesma categoria os atores Rui de Carvalho, Rogério Vieira (Revelação) e Amélia Rey Colaço (Recompensa de uma Carreira), o autor Augusto Sobral, a peça Memórias de uma Mulher Fatal (1981) e os encenadores Helder Costa e Carlos Avilez[8]
- Prémio da Associação Portuguesa de Críticos: Melhores Figurinos em Um Dia na Capital do Império (1983)[5]
- A 24 de agosto de 1985, foi agraciada com o grau de Dama da Ordem Militar de Sant'Iago da Espada[34]
- Sete de Ouro para Melhor Atriz em Um Dia na Capital do Império (1983)[5]
- Prémio da revista Mulheres para Melhor Atriz em Calamity Jane (1986)[5]
- A 9 de junho de 1994 foi agraciada com o grau de Comendador da Ordem do Infante D. Henrique.[34]
- Pelo seu desempenho em A Relíquia (2000), foi nomeada para o Globo de Ouro (2001) "Personalidade do Ano", na categoria de "Teatro".[5][35]
- Pelo seu desempenho em Havemos de Rir? (2001) foi nomeada para o Globo de Ouro (2002) "Melhor Atriz", na categoria de "Teatro".[5][36][37]
- Recebeu o Globo de Ouro (2007) para "Melhor Atriz" da categoria de "Teatro", atribuído pela SIC pela sua representação em Todos os que Caem (2006), de Samuel Beckett, com encenação de João Mota, no Teatro da Comuna.[38][39][40]
- Pelo seu desempenho em Play Strindberg (2015) foi nomeada para o Globo de Ouro (2016) "Melhor Atriz", na categoria de "Teatro".[5][41]
- Recebeu o Globo de Ouro (2015) para "Melhor Atriz" da categoria de "Cinema", atribuído pela SIC pela sua representação em Os Gatos Não Têm Vertigens (2014), de António-Pedro Vasconcelos.[16][38]
- Ainda pela atuação em Os Gatos Não Têm Vertigens (2014) recebeu o Prémio Sophia (2015) para "Melhor Atriz", atribuído pela Academia Portuguesa de Cinema.[42]
- Foi nomeada para Prémio Áquila (2015) para "Melhor Atriz Principal" de "Cinema", atribuído pela Fénix Associação Cinematográfica pelo seu trabalho em Os Gatos Não Têm Vertigens (2014).[43]
- Em 2019, foi a primeira mulher a receber "Prémio Vasco Graça Moura-Cidadania Cultural" entregue pela Estoril-Sol.[44]
- Em forma de homenagem, uma placa com o nome de Maria do Céu Guerra encontra-se afixada no Salão Nobre do Teatro Nacional D. Maria II, junto com nomes como Fernanda Borsatti, Glória de Matos, Glicínia Quartin ou Raquel Maria.[45]
- Foi agraciada por Marcelo Rebelo de Sousa, Presidente da República Portuguesa, com o grau de Comendador da Ordem Militar de Sant'Iago da Espada, em 28 de setembro 2021.[46][34]
- Recebeu do Governo Português a Medalha de Mérito Cultural em 2022.[47]

## Condecorações
- Dama da Antiga, Nobilíssima e Esclarecida Ordem Militar de Sant'Iago da Espada, do Mérito Científico, Literário e Artístico (24 de agosto de 1985)
- Comendadora da Ordem do Infante D. Henrique (9 de junho de 1994)
- Comendadora da Antiga, Nobilíssima e Esclarecida Ordem Militar de Sant'Iago da Espada, do Mérito Científico, Literário e Artístico (28 de setembro de 2021)